# Bronisław Sylwester Górski
Bronisław Sylwester Górski (ur. 31 grudnia 1892 w Warlubiu, zm. ?) – podpułkownik artylerii Wojska Polskiego.

## Życiorys
Urodził się 31 grudnia 1892 w Warlubiu jako syn Kazimierza. W czasie I wojny światowej walczył w szeregach armii niemieckiej. Po odzyskaniu przez Polskę niepodległości został przyjęty do Wojska Polskiego. Brał udział w wojnie polsko-bolszewickiej. 19 stycznia 1921 roku został zatwierdzony z dniem 1 kwietnia 1920 roku w stopniu porucznika, w artylerii, w grupie oficerów byłej armii niemieckiej.
3 maja 1922 roku został zweryfikowany w stopniu porucznika ze starszeństwem z dniem 1 czerwca 1919 roku i 75. lokatą w korpusie oficerów artylerii, a jego oddziałem macierzystym był 7 pułk artylerii ciężkiej w Poznaniu. W latach 1923–1924 w dalszym ciągu pełnił służbę w 7 pułku artylerii ciężkiej. 31 marca 1924 roku został awansowany na kapitana ze starszeństwem z dniem 1 lipca 1923 roku i 56. lokatą w korpusie oficerów artylerii. W 1928 był oficerem samodzielnego dywizjonu artylerii przeciwlotniczej nr 7 działającego w strukturze 7 pułku artylerii ciężkiej. W kwietniu 1929 roku został przeniesiony do 29 pułku artylerii polowej w Grodnie na stanowisko pełniącego obowiązki dowódcy 1 samodzielnego dywizjonu artylerii przeciwlotniczej. W następnym roku dowodzona przez niego jednostka została przemianowana na 2 dywizjon artylerii przeciwlotniczej. 2 grudnia 1930 roku został awansowany na majora ze starszeństwem z dniem 1 stycznia 1931 i 31. lokatą w korpusie oficerów artylerii. W marcu 1931 został zatwierdzony na stanowisku dowódcy dywizjonu. Dywizjonem dowodził do 1939 roku.
W czasie II wojny światowej dowodził 7 pułkiem artylerii przeciwlotniczej lekkiej i awansował na podpułkownika.

## Ordery i odznaczenia
- Krzyż Walecznych[12]
- Medal Wojska[12]
- Złoty Krzyż Zasługi (11 listopada 1938)[13]
- Srebrny Krzyż Zasługi (10 listopada 1928)[14]
- Krzyż Pamiątkowy Monte Cassino[12]